# Dicymbe
Genre
Classification phylogénétique
Synonymes
- Dicymbopsis Ducke[2]

Dicymbe est un genre de plantes à fleurs dicotylédones de la famille des Fabaceae, sous-famille des Caesalpinioideae, originaire d'Amérique du Sud, qui comprend une vingtaine d'espèces acceptées.

## Liste d'espèces
Selon The Plant List (7 novembre 2018) :
- Dicymbe altsonii Sandwith
- Dicymbe amazonica Ducke
- Dicymbe arenicola W.A. Rodrigues
- Dicymbe bernardii Cowan
- Dicymbe corymbosa Benth.
- Dicymbe duidae Cowan
- Dicymbe fraterna Cowan
- Dicymbe froesii Ducke
- Dicymbe heteroxylon Ducke
- Dicymbe hymenaea Barneby
- Dicymbe jenmanii Sandwith
- Dicymbe mollis Barneby
- Dicymbe neblinensis Cowan
- Dicymbe paruensis Cowan
- Dicymbe pharangophila Cowan
- Dicymbe praeruptorum Barneby
- Dicymbe puncticulosa R.S. Cowan
- Dicymbe stipitata Cowan
- Dicymbe uaiparuensis Cowan
- Dicymbe yutajensis Cowan